# Парламентские выборы в Сенегале (1998)
Парламентские выборы в Сенегале проходили 24 мая 1998 года. В результате победу одержала Социалистическая партия, получившая 93 из 140 мест Национального собрания. Явка составила 38,8 %.

## Результаты
| Партия                                               | Голоса    | %    | Места | +/−    |
| ---------------------------------------------------- | --------- | ---- | ----- | ------ |
| Социалистическая партия Сенегала                     | 612 559   | 50,2 | 93    | +9     |
| Сенегальская демократическая партия                  | 233 287   | 19,1 | 23    | -4     |
| Союз за демократическое обновление                   | 161 320   | 13,2 | 11    | новая  |
| And-Jëf/Африканская партия за демократию и социализм | 60 673    | 5,0  | 4     | новая* |
| Демократическая лига/Движение за трудовую партию     | 48 097    | 3,9  | 3     | 0      |
| Конвенция демократов и патриотов                     | 24 405    | 2,0  | 1     | новая* |
| Фронт за социализм и демократию/Benno Jubël          | 16 282    | 1,3  | 1     | новая  |
| Сенегальская демократическая партия — Обновлённая    | 12 928    | 1,1  | 1     | 0      |
| Партия независимости и труда                         | 10 764    | 0,9  | 1     | -1     |
| Национальное демократическое объединение             | 8 171     | 0,7  | 1     | новая* |
| Центристский блок Гаинде                             | 7 468     | 0,6  | 1     | новая  |
| Сенегальское патриотическое объединение/Джамми Ревми | 4 614     | 0,4  | 0     | новая  |
| Движение за социализм и единство                     | 3 656     | 0,3  | 0     | новая  |
| Сенегальское республиканское движение                | 3 597     | 0,3  | 1     | новая  |
| Африканская партия за независимость масс             | 3 439     | 0,3  | 0     | новая  |
| Объединение за прогресс, справедливость и социализм  | 3 397     | 0,3  | 0     | новая  |
| Действие за национальное развитие                    | 2 692     | 0,2  | 0     | новая  |
| Союз за демократию и федерализм/Мбоолоо Ми           | 2 808     | 0,2  | 0     | новая  |
| Недействительных/пустых бюллетеней                   | 13 845    | -    | -     | -      |
| Всего                                                | 1 243 274 | 100  | 140   | +20    |
| Источник: Nohlen et al.                              |           |      |       |        |

Ранее Национальное демократическое объединение, And-Jëf/Африканская партия за демократию и социализм и Конвенция демократов и патриотов входили в альянс «Давайте объединим Сенегал».